# 26667 Sherwinwu
26667 Sherwinwu è un asteroide della fascia principale. Scoperto nel 2001, presenta un'orbita caratterizzata da un semiasse maggiore pari a 2,3739921 UA e da un'eccentricità di 0,1757121, inclinata di 4,45944° rispetto all'eclittica.